# الفارس (رتبة)

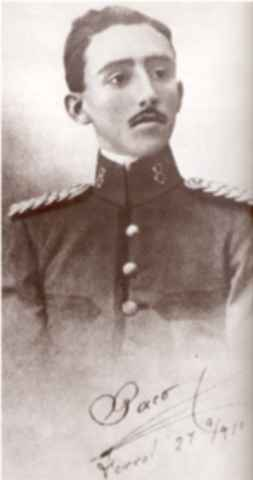

الفارس (بالإسبانية: Alférez)‏ هي رتبة خاصة بالضباط المُبتدئين في جيوش الدول: إسبانيا والأرجنتين وشيلي وأوروغواي، وهي كلمة مستمدة من الكلمة العربية الفارس، وهي تقابل رتبة الملازم الثاني